# 云南省下关第一中学
25°35′02″N 100°13′23″E / 25.58379°N 100.22313°E
云南省下关第一中学，简称下关一中或关中，位于中国云南省大理白族自治州大理市，是云南省一级一等普通高级中学，云南省高中课改示范校，云南省普通高中特色化发展实验学校。学校始于1947年建立的私立下关苍洱初级中学，曾经历“十易校名，三迁校址”。

## 历史沿革
1947年春，宾川排营人李希圣与同僚获云南省教育厅批准，着手建立私立下关苍洱初级中学，校址选在下关关迤文庙，李希圣任第一任校长。1947年9月10日开学，招收了100多名初中新生，编为两班，学制三年，春秋两季招生。虽然办学条件较差，且学校内忧外患时有发生，但一直正常办学。1948年秋，周景星（后改名周芳）任教导主任后在校内秘密传播红色思想，并于1949年4月成立了地下党小组，至同年9月已有7名党员。
1949年10月，镇立下关初级中学建立，附设于原镇立下关完全小学（今下关四中校址）。1950年2月，云南省人民政府决定将原私立下关苍洱中学和原镇立下关初级中学合并，成立下关人民中学（初级中学），校址迁至原西大街（现大理市农具厂旧址），办学设施逐步完善，且改为免收学费。1950年7月，学校更名为云南省下关中学，1952年更名为云南省下关初级中学。至1952年秋，已有442名学生，14名教员，15名职员。1953年，由春秋两季招生改为秋季招生。1954年2月25日，学校迁至董家庄下庄房（现滇西纺织印染厂）。
1953年，由政府拨款兴建教学楼、办公楼、校舍等设施。1954年，响应中央号召开辟体育场地，配备体育器材；同年9月起，学校开办高中，从大理州各县市择优招收一个班的高中新生。
1956年，中共下关中学党支部建立，有党员7人。同年5月16日，中国教育工会下关中学基层委员会建立。
1958年，因“左倾”错误，学校教学秩序被打乱。同年还开展了学工学农活动。
1958年，被评为大理州重点中学。
因区划调整，1959年学校更名为云南省大理市第四中学，1960年又改为云南省大理市第三中学，1961年定名云南省下关中学。
1966年，“文化大革命”开始，学校被迫停课三年。1969年1月，全校1316名学生全部提前毕业，参加“上山下乡”。1969年3月12日，根据大理州革命委员会要求，校址划归滇西纺织印染厂使用，学校迁入原大理师范学校校舍至今。1969年8月，重新招收初中新生，以部队编制，称连、排、班，改学制两年。1972年9月，更名为云南省下关第一中学。
1978年3月，被评为云南省重点中学。1980年8月起，恢复高中招生，每年在全大理州择优录取高中新生一个班50人。
1983年10月，因大理、下关合并为大理市，校名改为云南省大理市下关第一中学。1986年1月，成为大理白族自治州教育局直属中学，并于同年9月定名为云南省下关第一中学。
下关一中的曲折历史被称为“十易校名，三迁校址”。
1990年，校办工厂建立。
1993年7月，被认定为首批云南省一级三等完全中学。2000年3月，被认定为云南省一级二等完全中学。2006年7月，被认定为云南省一级一等高级中学。
根据大理州政府的决定，自2000年9月秋季起，下关一中本部停止招收初中学生，由大理师专附中转为下关一中初中部。同年高中扩招4个班，达6个班；至2007年，每个年级已达12个班。
2020年8月，下关一中教育集团成立。教育集团成员学校有下关一中、大理十畝实验学校、大理市金秋墨弦书院中学、漾濞彝族自治县第一中学、弥渡县第一中学。
2022年7月，大理州实验中学并入下关一中。

## 文化

### 校徽
下关一中校徽是1997年五十周年校庆之际，由校长阎国新及美术教师赵鲁斌、王志文设计。图案主体为字母“G”（“关”的拼音首字母）；中间的一竖既表示“一中”，又寓意扎根祖国人民或争创一流；“G”的短横经过变形，可理解为一本书或翅膀。之后配色及细节部分经历过调整。

### 校歌
1996年初，下关一中建校50周年校庆筹备组提出征集校歌词曲创作稿的建议。经1997年4月教职员工大会审议，决定以教师罗亚麟作词、校友（原初71班学生）杨育民（笔名冰峰）作曲的《托起明天的太阳》作为下关一中校歌。2016年4月，将标题改为“苍洱风华”，并对歌词做了少量修改。2017年9月七十年校庆之时，又对曲做了微调。

### 校庆
私立下关苍洱初级中学于1947年9月10日开学，故下关一中将每年的9月10日作为校庆日。

### 学生社团
下关一中现有数十个学校社团，由社团联合会管理。下关一中早期即有各种兴趣小组，如1970年成立的地震测报小组、1981年成立的天文小组、1985年成立的文学社，以及生物小组、地学小组、书法小组、美术小组、海模小组等。

## 校园环境

下关一中北校区平面图（2022年）

大理州实验中学并入后，下关一中有2个校区，总占地面积162亩，建筑面积11万平方米。
科学馆建成于1993年，内有各科实验室、电教室、放像室和微机室等，现该楼主要作为自习室继续使用。图书馆建成于1999年12月。多功能综合馆为2002年9月在老礼堂原址上建成，集礼堂、室内篮球场、排球场、食堂、报告厅、沐浴室、健身房于一体。女生宿舍楼建成于2005年8月。2017年8月，下关一中地下停车场、学生食堂及运动场综合改造项目竣工，三者各占一层。同期，新建的教学楼（德化楼）、由原教学楼（行知楼）改建的男生宿舍楼也交付使用。50年校庆时，在行知楼旁建有校友亭；2019年1月19日，为纪念上山下乡五十周年，原下关中学750余名老三届知青齐聚母校举行了“回眸青春•感恩母校”活动，在校友亭前新立“思源”、“感恩”两碑。70年校庆之际，修建了“关中足迹”文化墙及校园文化长廊，文化墙上刻有建校以来的校友名册。

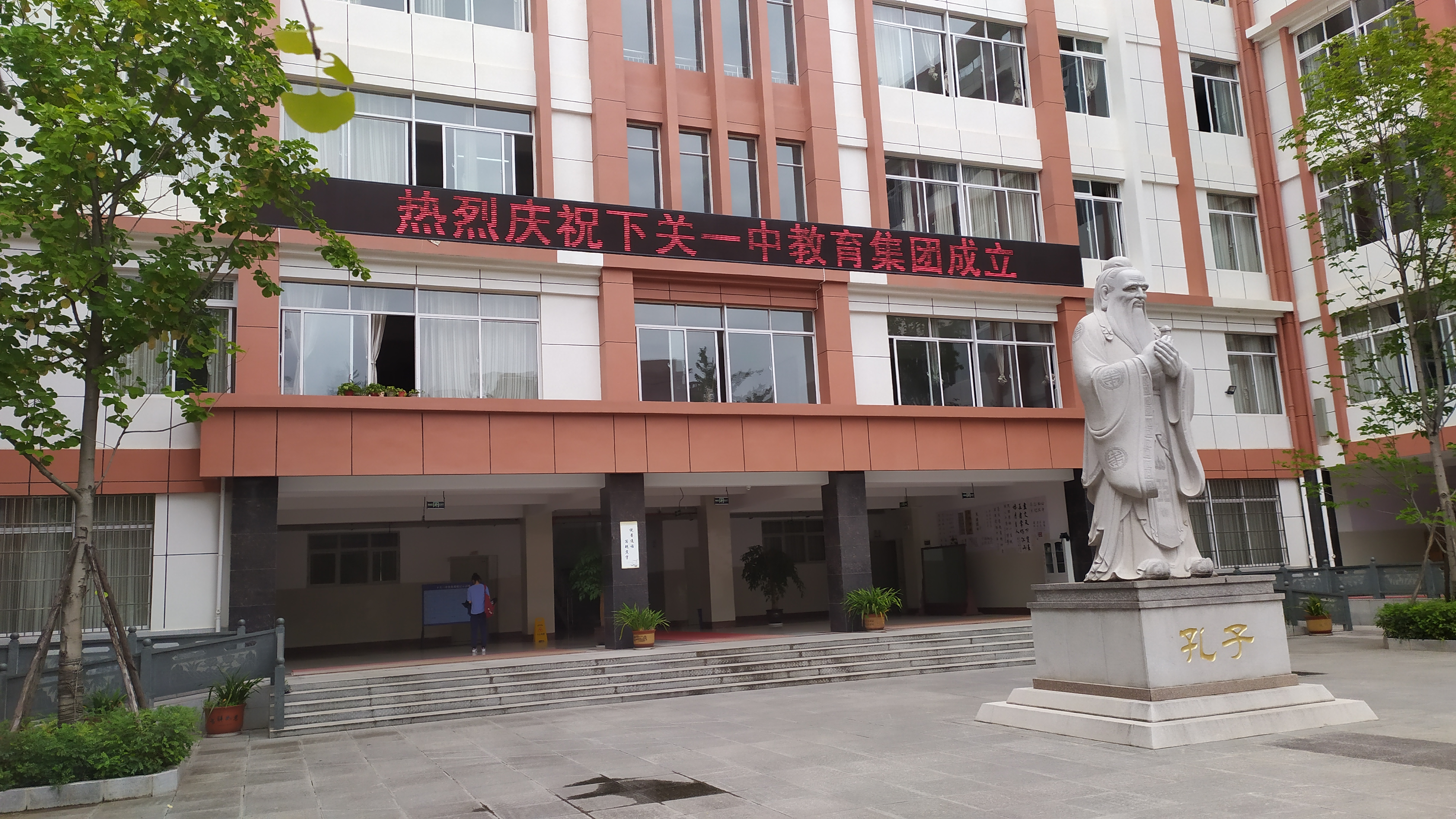
德化楼（主教学楼）及孔子像
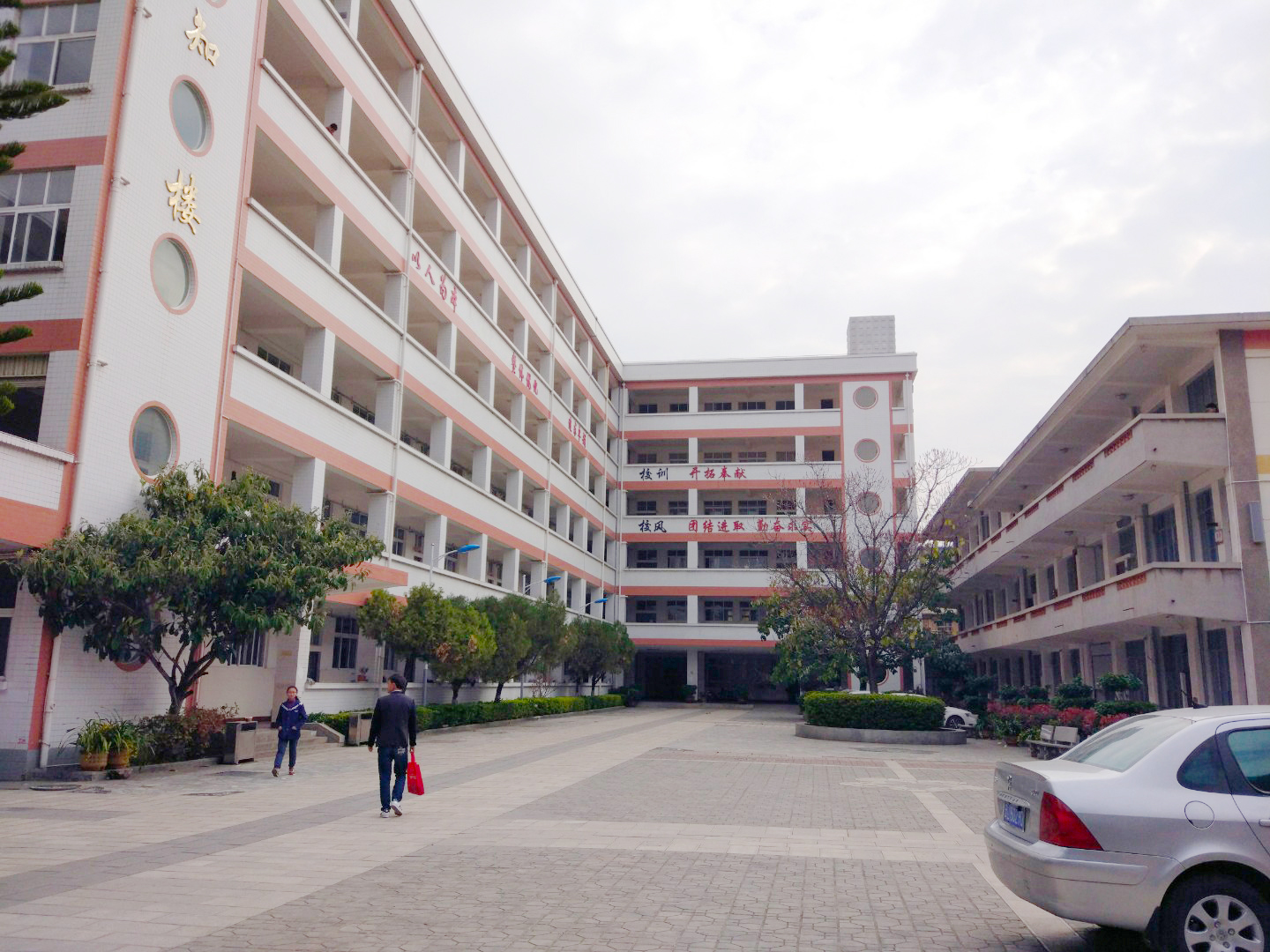
行知楼，原为教学楼，现改造为男生宿舍使用
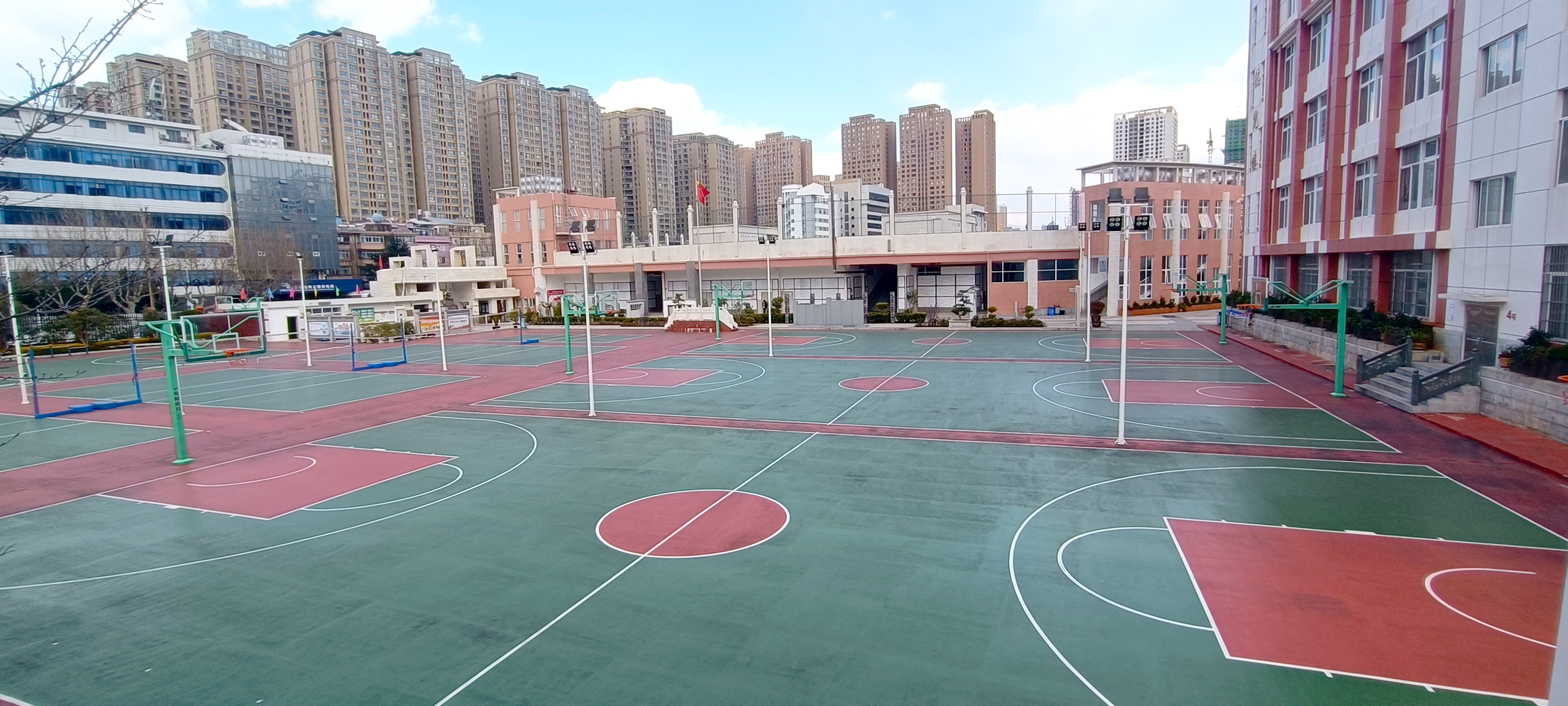
篮球场及排球场，右侧为德化楼

## 现状
下关一中学生赵勤智、杨维思分别是1998年、2010年的云南省高考文科状元。下关一中曾获得北京大学“中学校长实名推荐”和清华大学“新百年领军计划”资格。
1985年起，下关一中学生便在各学科竞赛中屡获佳绩。自2017年开展竞赛辅导以来，获得过数枚国家级铜牌，每年数十人获得省级奖项。
下关一中多年来与澳大利亚米尔迪拉爱伦坡中学、圣约瑟夫中学和圣三一中学开互访交流活动。
2021年，下关一中与大理州第二人民医院共建心理健康咨询中心。

## 历任领导

### 历任校长
| 姓名   | 任期                  | 备注                      |
| ------ | --------------------- | ------------------------- |
| 李希圣 | 1947年8月—1949年8月   | 苍洱中学                  |
| 黄汝仁 | 1949年8月—1950年11月  | 苍洱中学                  |
| 甘希贤 | 1949年9月—1950年1月   | 下关镇立初级中学          |
| 张光宇 | 1950年2月—1951年9月   |                           |
| 候祖佑 | 1951年9月—1958年2月   |                           |
| 左清晨 | 1958年2月—1965年2月   |                           |
| 杨宪曾 | 1966年5月—1968年11月  |                           |
| 毛辙   | 1968年11月—1969年1月  | 革委会主任                |
| 牟有贵 | 1970年2月—1975年5月   | 革委会主任                |
| 李树林 | 1975年6月—1984年2月   | 革委会主任（1978年2月止） |
| 贺德金 | 1984年3月—1996年3月   |                           |
| 阎国新 | 1996年12月—2004年12月 |                           |
| 张金禄 | 2004年12月—2013年10月 |                           |
| 杨文彪 | 2013年10月—2014年12月 | 副校长主持工作            |
| 刘式良 | 2014年12月至今        |                           |

### 历任党总支书记
| 姓名   | 任期                 | 备注 |
| ------ | -------------------- | ---- |
| 候祖佑 | 1956年6月—1961年12月 |      |
| 左清晨 | 1962年5月—1965年1月  |      |
| 杨宪曾 | 1965年9月—1968年11月 |      |
| 李树林 | 1973年10月—1984年3月 |      |
| 吴虹初 | 1990年12月—1993年1月 |      |
| 杨元甲 | 1993年2月—1996年2月  |      |
| 王绍熙 | 1996年3月—2004年12月 |      |
| 阎国新 | 2004年12月—2012年5月 |      |
| 张金禄 | 2013年8月至今        |      |